# Marovato (Diana)
Marovato is een plaats in Madagaskar gelegen in de regio Diana. In 2001 telde de plaats bij de volkstelling 16.130 inwoners.
In de plaats is basisonderwijs en voortgezet onderwijs voor jonge kinderen beschikbaar. 99 % van de bevolking is landbouwer. Er wordt met name koffie verbouwd, maar cacao en rijst komt ook voor. 1% van de bevolking is werkzaam in de dienstensector.